# HMS Flora (1893)

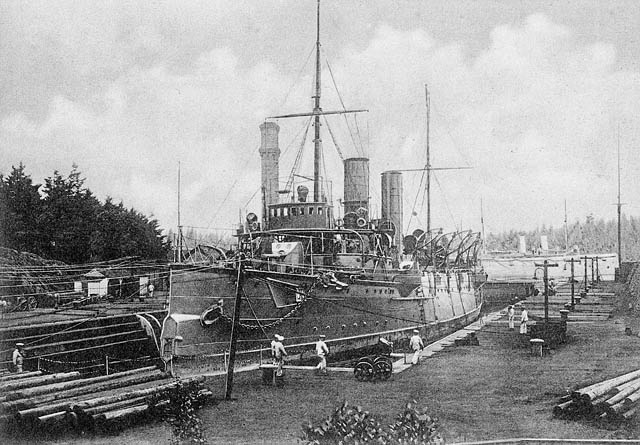
Foto del HMS Flora en la base naval de Devonport

HMS Flora, fue un “Astraea”, crucero de segunda clase
 de la real armada británica, lanzado al mar el 21 de noviembre de 1893 en los puertos de Pembroke, Gales. Fue construido bajo la ley de defensa naval de 1889 junto a otros cruceros “Astraea” de la misma clase. El “Flora” fue dado de baja en 1922.

## Historial operativo
El HMS Flora sirvió bajo el mando de oficiales en sus últimos años de carrera como el comodoro Robert Leonard Groome, y más tarde de los capitanes Frederick S. Pelham y Casper J. Baker. La nave se encontraba comisionada en la estación Sudeste de América, con base en Stanley, Islas Malvinas. 
En junio de 1901 el HMS Flora retornó a la base naval de Devonport para ser comisionada al año siguiente nuevamente en la misma zona. Durante esta ruta en el sector del Pacífico Norte, en diciembre de 1903, el HMS Flora encalló en la isla Denman en Canadá.
La nave chocó contra las rocas de la costa sumergiendo su popa bajo 10 pies de agua, estando en peligro de hundirse completamente finalmente fue rescatada por otros navíos de la zona. La noticia tuvo carácter internacional siendo cubierta por diversos periódicos británicos y norteamericanos. El capitán Casper J. Baker y el teniente Harold F. Grant fueron enjuiciados en una corte marcial, ambos explicaron que una gaviota sentada sobre una boya confundió la ubicación del "Flora" en la costa, los dos oficiales fueron declarados culpables de negligencia. Posteriormente una serie de islotes al sur de la isla de Hornby serían denominados "Islotes del Flora"(Flora Islet), en recuerdo del acontecimiento.
En 1905 la estación Sudeste de América fue disuelta permanentemente. Luego de esta época el HMS Flora dejó de prestar servicio regular.
En 1914, justo antes de la Primera Guerra Mundial, el “Flora” es puesto en venta debido a que se encontraba obsoleto, al igual que la mayoría de los otros cruceros “Astraea”. Permaneció en puertos de servicio como nave de entrenamiento o depósito durante el conflicto.
En abril de 1915 fue renombrado TS Indus II. Fue vendido el 12 de diciembre de 1922 y desmantelado en los puertos de Dover, Estados Unidos.